# Sobre Material Médico
Sobre Material Médico (em latim: De Materia Medica) é uma enciclopédia e farmacopeia sobre ervas e quais os medicamentos que se podem dali obter. A obra em cinco volumes descreve vários elementos conhecidos por serem eficazes, onde se inclui aconitum, aloe, Citrullus colocynthis, Colchicum, meimendro, ópio e Scilla. Ao todo, são referidas cerca de 600 plantas, alguns animais e substâncias minerais, e cerca de 1 000 medicamentos produzidos a partir deles.
A obra foi escrita entre 50 e 70 por Pedânio Dioscórides, um médico romano de origem grega. Durante mais de 1 500 anos foi uma obra de referência até ser suplantado por herbários no Renascimento, fazendo dele um dos livros de história natural que mais tempo foi utilizado.
De Materia Medica circulou na forma de manuscritos ilustrados, copiados à mão, em grego, latim e árabe durante o período medieval. Do século XVI em diante, o texto de Dioscórides foi traduzido para italiano, alemão, espanhol e francês, e, em 1655, para inglês. A obra serviu de base para a elaboração de herbários por autores como Leonhart Fuchs, Valerius Cordus, Lobelius, Rembert Dodoens, Carolus Clusius, John Gerard e William Turner. Aos poucos, aqueles herbários passaram a incluir cada vez mais observações feitas na prática, complementando, e mesmo substituindo, o texto clássico.
Alguns manuscritos e primeiras versões impressas de De Materia Medica chegaram até à actualidade, incluindo o manuscrito ilustrado Dioscórides de Viena da Constantinopla do século XVI.

### Edições
Note: Editions may vary by both text and numbering of chapters
Grego
- (em italiano) site
  - Descrição inglesa, World Digital Library
- Edição de Karl Gottlob Kühn, Volume XXV de Medicorum Graecorum Opera, Leipzig 1829, juntamente com anotações e texto paralelo em latim
  - Book I - Book II - Book III - Book IV - Book V - Índices
- Edição de Max Wellman, Berlim
  - Books I, II -  Bivros III e IV - Livro V
- Dioscórides Interactivo Ediciones Universidad Salamanca. Espanhol e grego.

Latim
- Edição de Jean Ruel 1552
  - Index - Preface - Livro I - Livro II - Book III - Book IV - Book V

Inglês
- Edição de Tess Anne Osbaldeston, Johannesburgo 2000, do latim traduzido por John Goodyer 1655

Francês
- Edição de Martin Mathee, Lyon (1559) em seis livros

Alemão
- Edição de J Berendes, Stuttgart 1902

Espanhol
- Edição de Andres de Laguna 1570 (em francês)
- Andres de Laguna, publicado em Antuérpia 1555, da Biblioteca Nacional de España (em castelhano)